# Danh sách quốc gia không còn tồn tại theo dân số
Đây là danh sách dân số của một số quốc gia trong trang Danh sách quốc gia không còn tồn tại. Ngoài ra còn có thêm một số quốc gia khác.
Bài viết chỉ có giá trị tham khảo, có thể có sai sót.

## Danh sách
| STT | Quốc gia không còn tồn tại          | Dân số        | Nguồn ước tính |
| --- | ----------------------------------- | ------------- | --- |
| 001 | Vương quốc Anh và Ireland           | 2.635.000.000 | What if the British Empire Reunited Today? |
| 002 | Đế quốc Mông Cổ                     | 1.900.460.000 | What if the Mongol Empire Reunited Today? |
| 003 | Đại Thanh                           | 1.470.304.800 | Trung Quốc, Mông Cổ, Tuva, Arunachal Pradesh Danh sách quốc gia theo dân số |
| 004 | Đế quốc La Mã                       | 715.000.000   | What if the Roman Empire Reunited Today? |
| 005 | Đế quốc Ả Rập Caliphate             | 667.200.000   | What if the Arabian Empire Reunited Today? |
| 006 | Đế quốc Pháp                        | 505.200.000   | What if the French Empire Reunited Today? |
| 007 | Đế quốc Ottoman                     | 430.000.000   | What if the Ottoman Empire Reunited Today? |
| 008 | Liên Xô                             | 298.154.962   | What if the Soviet Union Reunited Today? Latvia, Litva, Estonia, Belarus, Ukraine, Moldova, Nga, Kazakhstan, Uzbekistan, Turkmenistan, Tajikistan, Kyrgyzstan, Gruzia, Armenia, Azerbaijan Danh sách quốc gia theo dân số                                   |
| 009 | Đế quốc La Mã Thần Thánh            | 220.000.000   | What if the Holy Roman Empire Reunited Today? |
| 010 | Liên minh miền Nam Hoa Kỳ           | 125.614.280   | What if the Confederacy Reunited Today? Nam Carolina, Mississippi, Florida, Alabama, Georgia, Texas, Louisiana, Virginia, Arkansas, Bắc Carolina, Tennessee, Missouri, Kentuckey, Arizona, New Mexico Lãnh thổ Arizona                                      |
| 011 | Cộng hòa Ả rập Thống nhất           | 119.544.760   | Ai Cập, Syria Danh sách quốc gia theo dân số |
| 102 | Đại Colombia                        | 101.760.308   | Colombia, Venezuela, Panama, Ecuador Danh sách quốc gia theo dân số |
| 013 | Đế quốc Áo-Hung                     | 70.000.000    | What if Austria-Hungary Reunited Today? |
| 014 | Vương quốc Liên hiệp Anh và Ireland | 68.691.100    | Vương quốc Liên hiệp Anh và Bắc Ireland, Ireland Danh sách quốc gia theo dân số |
| 015 | Cộng hòa Liên bang Đức              | 56.178.400    | Đức, Cộng hòa Liên bang Đức Danh sách quốc gia theo dân số Danh sách quốc gia theo mật độ dân số |
| 016 | Việt Nam Cộng hòa                   | 50.404.610    | Việt Nam Cộng hòa, Việt Nam Danh sách quốc gia theo dân số Danh sách quốc gia theo mật độ dân số |
| 017 | Việt Nam Dân chủ Cộng hòa           | 45.785.490    | Việt Nam Dân chủ Cộng hòa, Việt Nam Danh sách quốc gia theo dân số Danh sách quốc gia theo mật độ dân số |
| 018 | Liên bang Peru-Bolivia              | 40.865.060    | Peru, Bolivia Danh sách quốc gia theo dân số |
| 019 | Cộng hòa Liên bang Trung Mỹ         | 39.750.250    | Costa Rica, El Salvador, Guatemala, Honduras, Nicaragua Danh sách quốc gia theo dân số |
| 020 | Liên bang Mali                      | 34.122.015    | Mali, Senegal Danh sách quốc gia theo dân số |
| 021 | Cộng hòa Dân chủ Đức                | 24.483.260    | Cộng hòa Dân chủ Đức, Đức Danh sách quốc gia theo dân số Danh sách quốc gia theo mật độ dân số |
| 022 | Nam Tư                              | 20.862.000    | What if Yugoslavia Reunited Today? Điều gì sẽ xảy ra nếu Nam Tư hồi sinh Slovenia, Croatia, Bosnia và Herzegovina, Serbia, Kosovo, Montenegro. Danh sách quốc gia theo dân số                                                                               |
| 023 | Cộng hòa Dân chủ Nhân dân Yemen     | 17.980.380    | Cộng hòa Dân chủ Nhân dân Yemen, Yemen Danh sách quốc gia theo dân số Danh sách quốc gia theo mật độ dân số |
| 024 | Tiệp Khắc                           | 16.176.990    | Tiệp Khắc tái thống nhất - Điều gì sẽ xảy ra Cộng hòa Séc, Slovakia Danh sách quốc gia theo dân số |
| 025 | Senegambia                          | 15.416.340    | Senegal, Gambia Danh sách quốc gia theo dân số |
| 026 | Cộng hòa Ả rập Yemen                | 10.553.000    | Cộng hòa Ả rập Yemen, Yemen Danh sách quốc gia theo dân số Danh sách quốc gia theo mật độ dân số |
| 027 | Serbia và Montenegro                | 6.929.924     | Serbia, Montenegro Danh sách quốc gia theo dân số |
| 028 | Liên bang Tây Ấn                    | 4.898.905     | Antigua và Barbuda, Barbados, Dominica, Grenada, Jamaica, Montserrat, Saint Lucia, Saint Vincent và Grenadines Saint Christopher-Nevis-Anguilla (ngày nay là Saint Kitts và Nevis và Anguilla) Saint Lucia, Saint Vincent và Grenadines, Trinidad và Tobago |